# Dimitrie I. Ghica
Dimitrie I. Ghica (n. 9 ianuarie 1875, Constantinopol, Turcia - d. 13 octombrie 1967, Bruxelles, Belgia) a fost un om politic român, ministru al afacerilor străine al României între 27 aprilie 1931 și 5 iunie 1932, frate cu Vladimir Ghica. A intrat în diplomație în 1894 la vîrsta de 20 de ani. După primul Război Mondial, în urma unei polemici cu Ion I.C. Brătianu a fost rechemat în țară. 
Între 1913-1917 a fost ambasador al Regatului României la Roma. Prin intermediul fratelui său, Vladimir Ghica, care a avea trecere la Vatican, a obținut și colportat informații care au dus la implicarea Sfântului Scaun în afacerea Caillaux. Darea în vileag a acestui fapt a dus la căderea în dizgrație a lui Vladimir Ghica și la răcirea relațiilor dintre Dimitrie Ghica și cardinalul secretar de stat Pietro Gasparri.
A fost membru în cea de-a doua delegație română la Conferința de Pace de la Paris, condusă de Alexandru Vaida-Voievod, și apoi din 1 februarie 1920 până pe 16 martie 1922 a fost trimis extraordinar și ministru plenipotențiar al României la Legația Română la Paris. În 1928 a fost trimis în misiune de guvernul Maniu, iar guvernul Iorga-Argetoianu a ajuns Ministru de Externe în perioada aprilie 1931 - mai 1932. Prin intermediul lui s-au reluat tratativele cu amiralul Horthy pentru uniunea dinastică a Ungariei cu România, întrerupte de moartea regelui Ferdinand, și apoi de venirea lui Hitler la putere. Memoriile lui politice din perioada 1894-1940 au apărut în limba română la editura Institutul European în 2004.